# Catherine Kellner
Pour les articles homonymes, voir Kellner.
Catherine Kellner est une actrice américaine née le 2 octobre 1970 à Manhattan, New York, (États-Unis).

## Biographie
Catherine Kellner est née à Manhattan, à New York. Son père était psychologue d'origine hongroise et sa mère était photographe.
Elle a suivi des études supérieures à l'Université de New York et à la Tisch School of the Arts, où elle obtient son diplôme en 1995.
Elle vit à New York et épouse Reuben Avery, un photographe et programmeur informatique, le 2 septembre 2012; ils ont deux enfants.
Elle apparait dans trois clips des Daft Punk : Fresh, Revolution 909 et Da Funk.

## Filmographie

### Cinéma
- 1993 : Six Degrees of Separation
- 1996 : No Way Home
- 1997 : Rosewood
- 1998 : Restless (film, 1998)|Restless
- 1999 : 30 Days
- 1999 : 200 Cigarettes
- 2000 : The Weight of Water
- 2000 : Shaft
- 2000 : Tully
- 2001 : Pearl Harbor de Michael Bay : Infirmière Barbara
- 2002 : Outpatient
- 2003 : Justice d'Evan Oppenheimer : Mara Seaver
- 2004 : The Grey
- 2005 : Road
- 2005 : Alchemy
- 2007 : Dedication
- 2010 : Golf in the Kingdom
- 2012 : How to Score Your Life
- 2012 : Pale Blue Sky

### Télévision
- 1996 : High Incident
- 2006 : New York, section criminelle